# 3I/ATLAS
Esta imagem do Telescópio Canadá-França-Havaí mostra o 3I/ATLAS (no centro) aparecendo difuso e alongado, em 2 de julho de 2025, indicando que é um cometa.
3I/ATLAS, também conhecido como C/2025 N1 (ATLAS) (anteriormente A11pl3Z), é um cometa interestelar intruso descoberto pela estação Asteroid Terrestrial-impact Last Alert System em Río Hurtado, Chile, em 1 de julho de 2025, quando estava a 4,5 AU (670 milhões de km) do Sol e se movendo a uma velocidade relativa de 61 km/s (220 000 km/h). Ele segue uma trajetória hiperbólica não ligada ao redor do Sol com uma excentricidade orbital de 6,30 ± 0,15. É o terceiro objeto interestelar confirmado passando pelo Sistema Solar, depois do 1I/ʻOumuamua e 2I/Borisov.
O tamanho do núcleo do 3I/ATLAS é incerto porque é um cometa ativo cercado por uma camada de poeira reflexiva. As estimativas sugerem que o núcleo do 3I/ATLAS deve ter menos de 24 km de diâmetro, que é o tamanho que teria se toda a luz observada viesse do núcleo e nenhuma da coma. O 3I/ATLAS chegará ao periélio em 29 de outubro de 2025, a uma distância de 1,38 ± 0,02 AU (206,4 ± 3,0 milhões de km) do Sol. Quando estiver longe do Sol, o excesso de velocidade hiperbólica do cometa ({\displaystyle v_{\infty }}) será de 58 km/s em relação ao Sol.

## Descoberta

Imagens da descoberta do 3I/ATLAS pelo Asteroid Terrestrial-impact Last Alert System (ATLAS) em 1 de julho de 2025

3I/ATLAS observado pelo Deep Random Survey no Chile em 2 de julho de 2025

O 3I/ATLAS foi descoberto em 1 de julho de 2025 pelo telescópio de pesquisa Asteroid Terrestrial-impact Last Alert System (ATLAS), financiado pela NASA, em Río Hurtado, Chile (código de observatório W68). Com magnitude aparente 18, o objeto recém-descoberto estava entrando no Sistema Solar interno a uma velocidade de 61 km/s (220 000 km/h) em relação ao Sol, localizado a 3,52 AU (527 milhões de km) da Terra e 4,53 AU do Sol, e estava se movendo no céu ao longo da fronteira das constelações Serpens Cauda e Sagitário, perto do Plano galáctico. Recebeu a designação temporária de 'A11pl3Z' e as observações da descoberta foram enviadas ao Minor Planet Center (MPC) da União Astronómica Internacional. Essas observações sugeriram inicialmente que o objeto poderia estar em um caminho altamente excêntrico que poderia chegar perto da órbita da Terra, o que levou o MPC a listar o objeto na Página de Confirmação de Objetos Próximos à Terra.